# Regata Fisa Team Cup
La Regata Fisa Team Cup fue una competición de remo que se celebraba cada año en Sevilla, en el río Guadalquivir, en el mes de febrero. Se trataba de una regata de nivel internacional en la que participan muchos de los mejores equipos y países del mundo. La regata estaba separada en las categorías masculina y femenina, así como entre remeros ligeros y pesados. La competición abarcaba dos días de regatas, en uno de los cuales se hacían regatas de 500 metros y en el otro de 1000 metros, habiendo cada día eliminatorias y finales. Eran regatas cortas respecto a la distancia oficial de la FISA (2000m). Las de 500 metros solían durar en torno a 1 o 2 minutos, y las de 1000 metros unos 3 o 4, con lo que eran regatas interesantes para el público y los medios de comunicación;

## Historia de la regata
El Campus Internacional FISA de entrenamientos, la Regata Internacional de Andalucía y la Fisa Team Cup nacieron en 1995 como un proyecto de promoción internacional del CEAR de La Cartuja de Sevilla. La idea era crear un lugar y una fecha de concentración para equipos normalmente europeos, siendo la Fisa Team Cup el evento que finalizaba dicha concentración
Las regatas se inauguraron oficialmente el 28 de febrero de 1995, cuando se celebró la primera edición. Luego, año a año se han fueron celebrando las regatas hasta la última edición celebrada los días 20 y 21 de febrero de 2010. A lo largo de su historia han pasado por Sevilla más de 300 remeros entre los que se encuentran nombres importantes como los de Steve Redgrave, único remero campeón olímpico en 5 olimpiadas distintas, Matthew Pinsent con cuatro oros olímpicos, o la alemana Kathrin Rutschow tres veces campeona olímpica.